# S-mode 1
S-mode #1 è il primo greatest hits della cantante giapponese Masami Okui pubblicato il 21 marzo 2001 dalla Starchild. L'album ha raggiunto la ventiseiesima posizione della classifica degli album più venduti in Giappone, vendendo 17 780 copie.

## Tracce
CD 1
1. Dare Yori mo Zutto... (誰よりもずっと...)
2. Yume ni Konnichiwa ~Willow Town Monogatari~ (夢にこんにちわ ～ウイロータウン物語～)
3. Liverpool e Oide (リバプールへおいで)
4. I WAS BORN TO FALL IN LOVE
5. FULL UP MIND
6. REINCARNATION
7. Ryoute Ippai no Yume (両手いっぱいの夢)
8. My Jolly Days
9. BEATS the BAND
10. It's DESTINY -Yatto Meguri Aeta- (It's DESTINY -やっと巡り会えた-)
11. Live Alone... Sennen Tattemo (Live alone... 千年たっても)
12. Get along
13. KUJIKENAIKARA!
14. MASK
15. LOVE IS FIRE

CD 2
1. Ranbu (乱舞)
2. Issho ni (いっしょに)
3. BUT BUT BUT
4. 123
5. Ame no Faraway (雨のFaraway)
6. Secret ~Dare ka no Message~ (Secret ～誰かのメッセージ～)
7. Someday
8. Sennichite (千日手)